# الأمين كونتيه
الأمين كونتيه (بالإنجليزية: Lamin Conteh)‏ (17 يناير 1976 سيراليون - 5 مايو 2022) هو لاعب كرة قدم سيراليوني.

## روابط خارجية
- الأمين كونتيه على موقع الاتحاد الدولي (مؤرشف)  (الإنجليزية)
- الأمين كونتيه على موقع قاعدة بيانات كرة القدم.إي يو (الإنجليزية)
- الأمين كونتيه على موقع ناشيونال فوتبول تيمز (الإنجليزية)
- الأمين كونتيه على موقع Soccerway.com (الإنجليزية)
- الأمين كونتيه على موقع عالم كرة القدم.نت (الإنجليزية)